# Saison 2018-2019 des Pacers de l'Indiana
La saison 2018-2019 des Pacers de l'Indiana est la 52e saison de la franchise et la 43e saison au sein de la National Basketball Association (NBA)..

## Draft
Les Pacers de l'Indiana entrent dans la draft 2018 de la NBA avec deux choix en attendant des éventuels échanges.
| Tour | Choix | Joueur        | Poste | Nationalité | Provenance              |
| ---- | ----- | ------------- | ----- | ----------- | ----------------------- |
| 1    | 23    | Aaron Holiday | G     | États-Unis  | Bruins d'UCLA           |
| 2    | 50    | Alize Johnson | F     | États-Unis  | Bears de Missouri State |

## Matchs

### Summer League
| Summer League Total: 2-3 |

| Match | Date match | Équipe      | Score     | Meilleur marqueur   | Meilleur rebondeur  | Meilleur passeur     | Lieux Spectateurs    | Série |
| ----- | ---------- | ----------- | --------- | ------------------- | ------------------- | -------------------- | -------------------- | ----- |
| 1     | 6 juillet  | Houston     | D 89-92   | Aaron Holiday (23)  | T. J. Leaf (10)     | 3 joueurs (3)        | Cox Pavilion         | 0 - 1 |
| 2     | 7 juillet  | San Antonio | V 86-76   | T. J. Leaf (19)     | Leslie, Johnson (9) | Aaron Holiday (7)    | Thomas & Mack Center | 1 - 1 |
| 3     | 9 juillet  | Cleveland   | D 88-93   | T. J. Leaf (20)     | T. J. Leaf (9)      | Aaron Holiday (8)    | Cox Pavilion         | 1 - 2 |
| 4     | 11 juillet | Atlanta     | D 101-107 | Alex Poythress (21) | Alize Johnson (14)  | Aaron Holiday (9)    | Thomas & Mack Center | 1 - 3 |
| 5     | 13 juillet | Brooklyn    | V 116-79  | C. J. Wilcox (22)   | Alize Johnson (10)  | Tra-Deon Hollins (9) | Cox Pavilion         | 2 - 3 |

### Pré-saison
| Pré-saison Total: 2-2 (Domicile : 0-0 ; Extérieur : 2-2) |

| Match | Date match | Équipe      | Score     | Meilleur marqueur   | Meilleur rebondeur    | Meilleur passeur    | Lieux Spectateurs       | Série |
| ----- | ---------- | ----------- | --------- | ------------------- | --------------------- | ------------------- | ----------------------- | ----- |
| 1     | 4 octobre  | @ Houston   | V 110-100 | Victor Oladipo (24) | Leaf & Sabonis (12)   | T. J. Leaf (4)      | Toyota Center           | 1 - 0 |
| 2     | 6 octobre  | @ Memphis   | D 104-109 | Aaron Holiday (20)  | Domantas Sabonis (14) | Cory Joseph (6)     | Quicken Loans Arena     | 1 - 1 |
| 3     | 8 octobre  | @ Cleveland | V 111-102 | Victor Oladipo (23) | Domantas Sabonis (12) | Tyreke Evans (6)    | Little Caesars Arena    | 2 - 1 |
| 4     | 10 octobre | @ Chicago   | D 89-104  | Thaddeus Young (16) | Thaddeus Young (10)   | Darren Collison (5) | Bankers Life Fieldhouse | 2 - 2 |

### Saison régulière
| Saison régulière Total: 48-34 (Domicile : 29-12 ; Extérieur : 19-22) |

| Match | Date match | Équipe        | Score     | Meilleur marqueur        | Meilleur rebondeur    | Meilleur passeur      | Lieux                   | Série |
| ----- | ---------- | ------------- | --------- | ------------------------ | --------------------- | --------------------- | ----------------------- | ----- |
| 1     | 17 octobre | Memphis       | V 111-83  | Bojan Bogdanović (19)    | Domantas Sabonis (15) | Tyreke Evans (6)      | Bankers Life Fieldhouse | 1 - 0 |
| 2     | 19 octobre | @ Milwaukee   | D 101-118 | Victor Oladipo (25)      | Domantas Sabonis (13) | Tyreke Evans (4)      | Fiserv Forum            | 1 - 1 |
| 3     | 20 octobre | Brooklyn      | V 132-112 | Victor Oladipo (25)      | O'Quinn, Turner (8)   | Cory Joseph (6)       | Bankers Life Fieldhouse | 2 - 1 |
| 4     | 22 octobre | @ Minnesota   | D 91-101  | Bogdanović, Oladipo (20) | Oladipo, Sabonis (7)  | Darren Collison (6)   | Target Center           | 2 - 2 |
| 5     | 24 octobre | @ San Antonio | V 116-96  | Victor Oladipo (21)      | Domantas Sabonis (10) | Victor Oladipo (9)    | AT&T Center             | 3 - 2 |
| 6     | 27 octobre | @ Cleveland   | V 119-107 | Bojan Bogdanović (25)    | Joseph, Sabonis (5)   | Collison, Oladipo (6) | Bankers Life Fieldhouse | 4 - 2 |
| 7     | 29 octobre | Portland      | D 93-103  | Victor Oladipo (21)      | Oladipo, Turner (9)   | Victor Oladipo (7)    | Bankers Life Fieldhouse | 4 - 3 |
| 8     | 31 octobre | @ New York    | V 107-101 | Domantas Sabonis (30)    | Thaddeus Young (10)   | Collison, Joseph (6)  | Madison Square Garden   | 5 - 3 |

| Match | Date match  | Équipe        | Score     | Meilleur marqueur       | Meilleur rebondeur    | Meilleur passeur     | Lieux                      | Série  |
| ----- | ----------- | ------------- | --------- | ----------------------- | --------------------- | -------------------- | -------------------------- | ------ |
| 9     | 2 novembre  | @ Chicago     | V 107-105 | Victor Oladipo (25)     | Victor Oladipo (14)   | Victor Oladipo (5)   | United Center              | 6 - 3  |
| 10    | 3 novembre  | Boston        | V 102-101 | Victor Oladipo (24)     | Victor Oladipo (12)   | Sabonis, Young (5)   | Bankers Life Fieldhouse    | 7 - 3  |
| 11    | 5 novembre  | Houston       | D 94-98   | Victor Oladipo (28)     | Thaddeus Young (11)   | Domantas Sabonis (5) | Bankers Life Fieldhouse    | 7 - 4  |
| 12    | 7 novembre  | Philadelphie  | D 94-100  | Victor Oladipo (36)     | Domantas Sabonis (11) | Victor Oladipo (7)   | Bankers Life Fieldhouse    | 7 - 5  |
| 13    | 9 novembre  | @ Miami       | V 110-102 | Victor Oladipo (22)     | Domantas Sabonis (11) | Victor Oladipo (10)  | American Airlines Arena    | 8 - 5  |
| 14    | 11 novembre | @ Houston     | D 103-115 | Victor Oladipo (22)     | Victor Oladipo (10)   | Victor Oladipo (7)   | Toyota Center              | 8 - 6  |
| 15    | 16 novembre | Miami         | V 99-91   | Tyreke Evans (23)       | Domantas Sabonis (12) | Joseph, Oladipo (5)  | Bankers Life Fieldhouse    | 9 - 6  |
| 16    | 17 novembre | Atlanta       | V 97-89   | Bojan Bogdanović (22)   | Domantas Sabonis (16) | Domantas Sabonis (6) | Bankers Life Fieldhouse    | 10 - 6 |
| 17    | 19 novembre | Utah          | V 121-94  | Bojan Bogdanović (21)   | Domantas Sabonis (9)  | Domantas Sabonis (9) | Bankers Life Fieldhouse    | 11 - 6 |
| 18    | 21 novembre | @ Charlotte   | D 109-127 | Bojan Bogdanović (20)   | Myles Turner (7)      | Cory Joseph (7)      | Spectrum Center            | 11 - 7 |
| 19    | 23 novembre | San Antonio   | D 100-111 | Bojan Bogdanović (21)   | Domantas Sabonis (16) | Cory Joseph (7)      | Bankers Life Fieldhouse    | 11 - 8 |
| 20    | 26 novembre | @ Utah        | V 121-88  | Doug McDermott (21)     | Domantas Sabonis (10) | Darren Collison (11) | Vivint Smart Home Arena    | 12 - 8 |
| 21    | 27 novembre | @ Phoenix     | V 109-104 | McDermott, Sabonis (21) | Domantas Sabonis (16) | Darren Collison (11) | Talking Stick Resort Arena | 13 - 8 |
| 22    | 29 novembre | @ L.A. Lakers | D 96-104  | Domantas Sabonis (20)   | Domantas Sabonis (15) | Cory Joseph (6)      | Staples Center             | 13 - 9 |

| Match | Date match   | Équipe         | Score     | Meilleur marqueur      | Meilleur rebondeur    | Meilleur passeur      | Lieux                   | Série   |
| ----- | ------------ | -------------- | --------- | ---------------------- | --------------------- | --------------------- | ----------------------- | ------- |
| 23    | 1er décembre | @ Sacramento   | D 110-111 | Bojan Bogdanović (27)  | Myles Turner (12)     | Darren Collison (12)  | Golden 1 Center         | 13 - 10 |
| 24    | 4 décembre   | Chicago        | V 96-90   | Darren Collison (23)   | Sabonis, Turner (11)  | Quatre joueurs (3)    | Bankers Life Fieldhouse | 14 - 10 |
| 25    | 7 décembre   | @ Orlando      | V 112-90  | Bojan Bogdanović (26)  | Kyle O'Quinn (10)     | Darren Collison (8)   | Amway Center            | 15 - 10 |
| 26    | 8 décembre   | Sacramento     | V 107-97  | Thaddeus Young (20)    | Myles Turner (13)     | Cory Joseph (8)       | Bankers Life Fieldhouse | 16 - 10 |
| 27    | 10 décembre  | Washington     | V 109-101 | Myles Turner (26)      | Turner, Young (12)    | Darren Collison (17)  | Bankers Life Fieldhouse | 17 - 10 |
| 28    | 12 décembre  | Milwaukee      | V 113-97  | Thaddeus Young (25)    | Thaddeus Young (11)   | Darren Collison (7)   | Bankers Life Fieldhouse | 18 - 10 |
| 29    | 14 décembre  | @ Philadelphie | V 113-101 | Thaddeus Young (26)    | Domantas Sabonis (16) | Darren Collison (10)  | Wells Fargo Center      | 19 - 10 |
| 30    | 16 décembre  | New York       | V 110-99  | Victor Oladipo (26)    | Domantas Sabonis (12) | Victor Oladipo (7)    | Bankers Life Fieldhouse | 20 - 10 |
| 31    | 18 décembre  | Cleveland      | D 91-92   | Domantas Sabonis (17)  | Myles Turner (10)     | Victor Oladipo (5)    | Bankers Life Fieldhouse | 20 - 11 |
| 32    | 19 décembre  | @ Toronto      | D 96-99   | Victor Oladipo (20)    | Myles Turner (14)     | Collison, Oladipo (4) | Scotiabank Arena        | 20 - 12 |
| 33    | 21 décembre  | @ Brooklyn     | V 114-106 | Victor Oladipo (26)    | Myles Turner (12)     | Victor Oladipo (6)    | Barclays Center         | 21 - 12 |
| 34    | 23 décembre  | Washington     | V 105-89  | Myles Turner (18)      | Myles Turner (17)     | Victor Oladipo (9)    | Bankers Life Fieldhouse | 22 - 12 |
| 35    | 26 décembre  | @ Atlanta      | V 129-121 | Thaddeus Young (21)    | Domantas Sabonis (8)  | Darren Collison (8)   | State Farm Arena        | 23 - 12 |
| 36    | 28 décembre  | Détroit        | V 125-88  | Collison, Sabonis (19) | Domantas Sabonis (12) | Collison, Oladipo (7) | Bankers Life Fieldhouse | 24 - 12 |
| 37    | 31 décembre  | Atlanta        | V 116-108 | Victor Oladipo (22)    | Sabonis, Turner (8)   | Victor Oladipo (7)    | Bankers Life Fieldhouse | 25 - 12 |

| Match | Date match | Équipe       | Score          | Meilleur marqueur      | Meilleur rebondeur    | Meilleur passeur     | Lieux                   | Série   |
| ----- | ---------- | ------------ | -------------- | ---------------------- | --------------------- | -------------------- | ----------------------- | ------- |
| 38    | 4 janvier  | @ Chicago    | V 119-116 (OT) | Victor Oladipo (36)    | Domantas Sabonis (12) | Cory Joseph (6)      | United Center           | 26 - 12 |
| 39    | 6 janvier  | @ Toronto    | D 105-121      | Bojan Bogdanović (21)  | Domantas Sabonis (11) | Domantas Sabonis (6) | Scotiabank Arena        | 26 - 13 |
| 40    | 8 janvier  | @ Cleveland  | V 123-115      | Thaddeus Young (26)    | Domantas Sabonis (9)  | Darren Collison (9)  | Quicken Loans Arena     | 27 - 13 |
| 41    | 9 janvier  | @ Boston     | D 108-135      | Domantas Sabonis (20)  | Thaddeus Young (8)    | Evans, Sabonis (5)   | TD Garden               | 27 - 14 |
| 42    | 11 janvier | @ New York   | V 121-106      | Domantas Sabonis (22)  | Domantas Sabonis (15) | Darren Collison (10) | Madison Square Garden   | 28 - 14 |
| 43    | 15 janvier | Phoenix      | V 131-97       | Bogdanović, Evans (20) | Domantas Sabonis (8)  | Darren Collison (7)  | Bankers Life Fieldhouse | 29 - 14 |
| 44    | 17 janvier | Philadelphie | D 96-120       | Thaddeus Young (27)    | Myles Turner (12)     | Victor Oladipo (7)   | Bankers Life Fieldhouse | 29 - 15 |
| 45    | 19 janvier | Dallas       | V 111-99       | Tyreke Evans (19)      | Domantas Sabonis (11) | Victor Oladipo (6)   | Bankers Life Fieldhouse | 30 - 15 |
| 46    | 20 janvier | Charlotte    | V 120-95       | Victor Oladipo (21)    | Myles Turner (16)     | Darren Collison (9)  | Bankers Life Fieldhouse | 31 - 15 |
| 47    | 23 janvier | Toronto      | V 110-106      | Thaddeus Young (23)    | Thaddeus Young (15)   | Darren Collison (8)  | Bankers Life Fieldhouse | 32 - 15 |
| 48    | 26 janvier | @ Memphis    | D 103-106      | Bojan Bogdanović (21)  | Bogdanović, Young (8) | Darren Collison (9)  | FedExForum              | 32 - 16 |
| 49    | 28 janvier | Golden State | D 100-132      | Myles Turner (16)      | Thaddeus Young (7)    | Darren Collison (8)  | Bankers Life Fieldhouse | 32 - 17 |
| 50    | 30 janvier | @ Washington | D 89-107       | Thaddeus Young (13)    | Domantas Sabonis (8)  | Cory Joseph (6)      | Capital One Arena       | 32 - 18 |
| 51    | 31 janvier | @ Orlando    | D 100-107      | Myles Turner (27)      | Thaddeus Young (10)   | Darren Collison (10) | Amway Center            | 32 - 19 |

| Match                  | Date match | Équipe             | Score     | Meilleur marqueur     | Meilleur rebondeur       | Meilleur passeur      | Lieux                    | Série   |
| ---------------------- | ---------- | ------------------ | --------- | --------------------- | ------------------------ | --------------------- | ------------------------ | ------- |
| 52                     | 2 février  | @ Miami            | V 95-88   | Bojan Bogdanović (31) | Domantas Sabonis (10)    | Collison, Joseph (6)  | American Airlines Arena  | 33 - 19 |
| 53                     | 4 février  | @ Nouvelle-Orléans | V 109-107 | Darren Collison (22)  | Domantas Sabonis (13)    | Darren Collison (6)   | Smoothie King Center     | 34 - 19 |
| 54                     | 5 février  | L.A. Lakers        | V 136-94  | Bojan Bogdanović (24) | Thaddeus Young (11)      | Thaddeus Young (8)    | Bankers Life Fieldhouse  | 35 - 19 |
| 55                     | 7 février  | L.A. Clippers      | V 116-92  | Bojan Bogdanović (29) | Cory Joseph (9)          | Cory Joseph (6)       | Bankers Life Fieldhouse  | 36 - 19 |
| 56                     | 9 février  | Cleveland          | V 105-90  | Bojan Bogdanović (23) | Domantas Sabonis (10)    | Cory Joseph (10)      | Bankers Life Fieldhouse  | 37 - 19 |
| 57                     | 11 février | Charlotte          | V 99-90   | Myles Turner (18)     | Domantas Sabonis (9)     | Darren Collison (8)   | Bankers Life Fieldhouse  | 38 - 19 |
| 58                     | 13 février | Milwaukee          | D 97-106  | Bojan Bogdanović (20) | Domantas Sabonis (9)     | Darren Collison (7)   | Bankers Life Fieldhouse  | 38 - 20 |
| NBA All-Star Game 2019 |            |                    |           |                       |                          |                       |                          |         |
| 59                     | 22 février | Nouvelle-Orléans   | V 126-111 | Wesley Matthews (24)  | Domantas Sabonis (13)    | Darren Collison (12)  | Bankers Life Fieldhouse  | 39 - 20 |
| 60                     | 23 février | @ Washington       | V 119-112 | Thaddeus Young (22)   | Domantas Sabonis (12)    | Collison, O'Quinn (5) | Capital One Arena        | 40 - 20 |
| 61                     | 25 février | @ Détroit          | D 109-113 | Bojan Bogdanović (25) | Thaddeus Young (12)      | Darren Collison (5)   | Little Caesars Arena     | 40 - 21 |
| 62                     | 27 février | @ Dallas           | D 101-110 | Bojan Bogdanović (22) | T. J. Leaf (7)           | Thaddeus Young (5)    | American Airlines Center | 40 - 22 |
| 63                     | 28 février | Minnesota          | V 122-115 | Bojan Bogdanović (37) | Bogdanović, Collison (7) | Cory Joseph (12)      | Bankers Life Fieldhouse  | 41 - 22 |

| Match | Date match | Équipe          | Score     | Meilleur marqueur      | Meilleur rebondeur    | Meilleur passeur     | Lieux                   | Série   |
| ----- | ---------- | --------------- | --------- | ---------------------- | --------------------- | -------------------- | ----------------------- | ------- |
| 64    | 2 mars     | Orlando         | D 112-117 | Bojan Bogdanović (25)  | Turner, Young (6)     | Darren Collison (10) | Bankers Life Fieldhouse | 41 - 23 |
| 65    | 5 mars     | Chicago         | V 105-96  | Bojan Bogdanović (27)  | Myles Turner (11)     | Thaddeus Young (6)   | Bankers Life Fieldhouse | 42 - 23 |
| 66    | 7 mars     | @ Milwaukee     | D 98-117  | Myles Turner (22)      | Myles Turner (17)     | Darren Collison (9)  | Fiserv Forum            | 42 - 24 |
| 67    | 9 mars     | @ Philadelphie  | D 89-106  | Bojan Bogdanović (18)  | Thaddeus Young (9)    | Domantas Sabonis (6) | Wells Fargo Center      | 42 - 25 |
| 68    | 12 mars    | New York        | V 103-98  | Bojan Bogdanović (24)  | Myles Turner (9)      | Darren Collison (9)  | Bankers Life Fieldhouse | 43 - 25 |
| 69    | 14 mars    | Oklahoma City   | V 108-106 | Domantas Sabonis (26)  | Sabonis, Matthews (7) | Darren Collison (7)  | Bankers Life Fieldhouse | 44 - 25 |
| 70    | 16 mars    | @ Denver        | D 100-102 | Thaddeus Young (18)    | Thaddeus Young (10)   | Wesley Matthews (5)  | Pepsi Center            | 44 - 26 |
| 71    | 18 mars    | @ Portland      | D 98-106  | Myles Turner (28)      | Turner, Young (10)    | Darren Collison (7)  | Moda Center             | 44 - 27 |
| 72    | 19 mars    | @ L.A. Clippers | D 109-115 | Bogdanović, Evans (19) | Domantas Sabonis (16) | Tyreke Evans (7)     | Staples Center          | 44 - 28 |
| 73    | 21 mars    | @ Golden State  | D 89-112  | Tyreke Evans (20)      | Domantas Sabonis (12) | Kyle O'Quinn (4)     | Oracle Arena            | 44 - 29 |
| 74    | 23 mars    | Denver          | V 124-88  | Bojan Bogdanović (35)  | Domantas Sabonis (13) | Trois joueurs (5)    | Bankers Life Fieldhouse | 45 - 29 |
| 75    | 27 mars    | @ Oklahoma City | D 99-107  | Bojan Bogdanović (28)  | Myles Turner (14)     | Darren Collison (6)  | Chesapeake Energy Arena | 45 - 30 |
| 76    | 29 mars    | @ Boston        | D 112-114 | Bojan Bogdanović (27)  | Myles Turner (11)     | Darren Collison (7)  | TD Garden               | 45 - 31 |
| 77    | 30 mars    | Orlando         | D 116-121 | Darren Collison (24)   | Myles Turner (12)     | Darren Collison (9)  | Bankers Life Fieldhouse | 45 - 32 |

| Match | Date match | Équipe    | Score     | Meilleur marqueur      | Meilleur rebondeur    | Meilleur passeur     | Lieux                   | Série   |
| ----- | ---------- | --------- | --------- | ---------------------- | --------------------- | -------------------- | ----------------------- | ------- |
| 78    | 1er avril  | Détroit   | V 111-102 | Bogdanović, Young (19) | Domantas Sabonis (12) | Bojan Bogdanović (6) | Bankers Life Fieldhouse | 46 - 32 |
| 79    | 3 avril    | @ Détroit | V 108-89  | Thaddeus Young (21)    | Domantas Sabonis (13) | Cory Joseph (12)     | Little Caesars Arena    | 47 - 32 |
| 80    | 5 avril    | Boston    | D 97-117  | Myles Turner (15)      | Evans, Turner (7)     | Cory Joseph (8)      | Bankers Life Fieldhouse | 47 - 33 |
| 81    | 6 avril    | Brooklyn  | D 96-108  | Domantas Sabonis (17)  | Domantas Sabonis (12) | Aaron Holiday (7)    | Bankers Life Fieldhouse | 47 - 34 |
| 82    | 10 avril   | @ Atlanta | V 135-134 | T. J. Leaf (28)        | Alize Johnson (11)    | Tyreke Evans (5)     | State Farm Arena        | 48 - 34 |

### Playoffs
| Playoffs Total: 0-4 (Domicile : 0-2 ; Extérieur : 0-2) |

| Match | Date match | Équipe   | Score     | Meilleur marqueur     | Meilleur rebondeur   | Meilleur passeur     | Lieux Spectateurs       | Série |
| ----- | ---------- | -------- | --------- | --------------------- | -------------------- | -------------------- | ----------------------- | ----- |
| 1     | 13 avril   | @ Boston | D 74-84   | Cory Joseph (14)      | Domantas Sabonis (9) | Thaddeus Young (6)   | TD Garden               | 0 - 1 |
| 2     | 17 avril   | @ Boston | D 91-99   | Bojan Bogdanović (23) | Bojan Bogdanović (8) | Wesley Matthews (5)  | TD Garden               | 0 - 2 |
| 3     | 19 avril   | Boston   | D 96-104  | Cory Joseph (19)      | Thaddeus Young (9)   | Domantas Sabonis (6) | Bankers Life Fieldhouse | 0 - 3 |
| 4     | 21 avril   | Boston   | D 106-110 | Bojan Bogdanović (22) | Thaddeus Young (9)   | Darren Collison (5)  | Bankers Life Fieldhouse | 0 - 4 |

### Confrontations en saison régulière
| Conférence Est      | Conférence Est                               | Conférence Est                               | Conférence Est                               | Conférence Est                               | Conférence Ouest                             | Conférence Ouest                             | Conférence Ouest                             |
| Division Atlantique | Division Atlantique                          | Division Atlantique                          | Division Atlantique                          | Division Atlantique                          | Division Nord-Ouest                          | Division Nord-Ouest                          | Division Nord-Ouest                          |
| Équipe              | Domicile                                     | Domicile                                     | Extérieur                                    | Extérieur                                    | Équipe                                       | Domicile                                     | Extérieur                                    |
| ------------------- | -------------------------------------------- | -------------------------------------------- | -------------------------------------------- | -------------------------------------------- | -------------------------------------------- | -------------------------------------------- | -------------------------------------------- |
| Boston              | 102-101                                      | 97-117                                       | 108-135                                      | 112-114                                      | Denver                                       | 124-88                                       | 100-102                                      |
| Brooklyn            | 132-112                                      | 96-108                                       | 114-106                                      |                                              | Minnesota                                    | 122-115                                      | 91-101                                       |
| New York            | 110-99                                       | 103-98                                       | 107-101                                      | 121-106                                      | Oklahoma City                                | 108-106                                      | 99-107                                       |
| Philadelphie        | 94-100                                       | 96-120                                       | 113-101                                      | 89-106                                       | Portland                                     | 93-103                                       | 98-106                                       |
| Toronto             | 110-106                                      |                                              | 96-99                                        | 105-121                                      | Utah                                         | 121-94                                       | 121-88                                       |
|                     | 5–4                                          | 5–4                                          | 4–5                                          | 4–5                                          |                                              | 4–1                                          | 1–4                                          |
| Division            | 9–9                                          | 9–9                                          | 9–9                                          | 9–9                                          | Division                                     | 5–5                                          | 5–5                                          |
| Division Centrale   | Division Centrale                            | Division Centrale                            | Division Centrale                            | Division Centrale                            | Division Pacifique                           | Division Pacifique                           | Division Pacifique                           |
| Équipe              | Domicile                                     | Domicile                                     | Extérieur                                    | Extérieur                                    | Équipe                                       | Domicile                                     | Extérieur                                    |
| Chicago             | 96-90                                        | 105-96                                       | 107-105                                      | 119-116 (OT)                                 | Golden State                                 | 100-132                                      | 89-112                                       |
| Cleveland           | 91-92                                        | 105-90                                       | 119-107                                      | 123-115                                      | L.A. Clippers                                | 116-92                                       | 109-115                                      |
| Detroit             | 125-88                                       | 111-102                                      | 109-113                                      | 108-89                                       | L.A. Lakers                                  | 136-94                                       | 96-104                                       |
|                     |                                              |                                              |                                              |                                              | Phoenix                                      | 131-97                                       | 109-104                                      |
| Milwaukee           | 113-97                                       | 97-106                                       | 101-118                                      | 98-117                                       | Sacramento                                   | 107-97                                       | 110-111                                      |
|                     | 6–2                                          | 6–2                                          | 5–3                                          | 5–3                                          |                                              | 4–1                                          | 1–4                                          |
| Division            | 11–5                                         | 11–5                                         | 11–5                                         | 11–5                                         | Division                                     | 5–5                                          | 5–5                                          |
| Division Sud-Est    | Division Sud-Est                             | Division Sud-Est                             | Division Sud-Est                             | Division Sud-Est                             | Division Sud-Ouest                           | Division Sud-Ouest                           | Division Sud-Ouest                           |
| Équipe              | Domicile                                     | Domicile                                     | Extérieur                                    | Extérieur                                    | Équipe                                       | Domicile                                     | Extérieur                                    |
| Atlanta             | 97-89                                        | 116-108                                      | 129-121                                      | 135-134                                      | Dallas                                       | 111-99                                       | 101-110                                      |
| Charlotte           | 120-95                                       | 99-90                                        | 109-127                                      |                                              | Houston                                      | 94-98                                        | 103-115                                      |
| Miami               | 99-91                                        |                                              | 110-102                                      | 95-88                                        | Memphis                                      | 111-83                                       | 103-106                                      |
| Orlando             | 112-117                                      | 116-121                                      | 112-90                                       | 100-107                                      | New Orleans                                  | 126-111                                      | 109-107                                      |
| Washington          | 109-101                                      | 105-89                                       | 89-105                                       | 119-112                                      | San Antonio                                  | 100-111                                      | 116-96                                       |
|                     | 7–2                                          | 7–2                                          | 6–3                                          | 6–3                                          |                                              | 3–2                                          | 2–3                                          |
| Division            | 13–5                                         | 13–5                                         | 13–5                                         | 13–5                                         | Division                                     | 5–5                                          | 5–5                                          |
| Conférence          | 33–19 (Domicile : 18–8 ; Extérieur : 15–11)  | 33–19 (Domicile : 18–8 ; Extérieur : 15–11)  | 33–19 (Domicile : 18–8 ; Extérieur : 15–11)  | 33–19 (Domicile : 18–8 ; Extérieur : 15–11)  | Conférence                                   | 15–15 (Domicile : 11–4 ; Extérieur : 4–11)   | 15–15 (Domicile : 11–4 ; Extérieur : 4–11)   |
| Total               | 48–34 (Domicile : 29–12 ; Extérieur : 19–22) | 48–34 (Domicile : 29–12 ; Extérieur : 19–22) | 48–34 (Domicile : 29–12 ; Extérieur : 19–22) | 48–34 (Domicile : 29–12 ; Extérieur : 19–22) | 48–34 (Domicile : 29–12 ; Extérieur : 19–22) | 48–34 (Domicile : 29–12 ; Extérieur : 19–22) | 48–34 (Domicile : 29–12 ; Extérieur : 19–22) |

## Classements de la saison régulière
| Conférence Est | Conférence Est         | Conférence Est | Conférence Est | Conférence Est | Conférence Est | Conférence Est | Conférence Est |
| No             | Franchise              | Vic.           | Déf.           | MJ             | V/D            | GB             |                |
| -------------- | ---------------------- | -------------- | -------------- | -------------- | -------------- | -------------- | -------------- |
| 1              | Bucks de Milwaukee     | 60             | 22             | 82             | .732           | –              |                |
| 2              | Raptors de Toronto     | 58             | 24             | 82             | .707           | 2              |                |
| 3              | 76ers de Philadelphie  | 51             | 31             | 82             | .622           | 9              |                |
| 4              | Celtics de Boston      | 49             | 33             | 82             | .598           | 11             |                |
| 5              | Pacers de l'Indiana    | 48             | 34             | 82             | .585           | 12             |                |
| 6              | Nets de Brooklyn       | 42             | 40             | 82             | .512           | 18             |                |
| 7              | Magic d'Orlando        | 42             | 40             | 82             | .512           | 18             |                |
| 8              | Pistons de Détroit     | 41             | 41             | 82             | .500           | 19             |                |
|                |                        |                |                |                |                |                |                |
| 9              | Hornets de Charlotte   | 39             | 43             | 82             | .476           | 21             |                |
| 10             | Heat de Miami          | 39             | 43             | 82             | .476           | 21             |                |
| 11             | Wizards de Washington  | 32             | 50             | 82             | .390           | 28             |                |
| 12             | Hawks d'Atlanta        | 29             | 53             | 82             | .354           | 31             |                |
| 13             | Bulls de Chicago       | 22             | 60             | 82             | .268           | 38             |                |
| 14             | Cavaliers de Cleveland | 19             | 63             | 82             | .232           | 41             |                |
| 15             | Knicks de New York     | 17             | 65             | 82             | .207           | 43             |                |

| Division Centrale           | V  | D  | MJ | V/D  | GB | Dom   | Ext   | Div  |
| --------------------------- | -- | -- | -- | ---- | -- | ----- | ----- | ---- |
| Bucks de Milwaukee (1)      | 60 | 22 | 82 | .732 | –  | 33–8  | 27–14 | 14–2 |
| Pacers de l'Indiana (5)     | 48 | 34 | 82 | .585 | 12 | 29–12 | 19–22 | 11–5 |
| Pistons de Détroit (8)      | 41 | 41 | 82 | .500 | 19 | 26–15 | 15–26 | 8–8  |
| Bulls de Chicago (13)       | 22 | 60 | 82 | .268 | 38 | 9–32  | 13–28 | 3–13 |
| Cavaliers de Cleveland (14) | 19 | 63 | 82 | .232 | 41 | 13–28 | 6–35  | 4–12 |

## Effectif

### Effectif actuel
| Pacers de l'Indiana Effectif actuel                            |    |                        |                   |                  |
| Entraîneur : Nate McMillan                                     |    |                        |                   |                  |
| Ailier                                                         | 44 | Drapeau de la Croatie  | Bojan Bogdanović  | Fenerbahçe Ülker |
| Meneur                                                         | 2  | Drapeau des États-Unis | Darren Collison   | UCLA             |
| Arrière / Meneur                                               | 12 | Drapeau des États-Unis | Tyreke Evans      | Memphis          |
| Meneur                                                         | 3  | Drapeau des États-Unis | Aaron Holiday (R) | UCLA             |
| Ailier / Ailier fort                                           | 24 | Drapeau des États-Unis | Alize Johnson (R) | Missouri State   |
| Meneur                                                         | 6  | Drapeau du Canada      | Cory Joseph       | Texas            |
| Ailier fort                                                    | 22 | /                      | T. J. Leaf        | UCLA             |
| Arrière                                                        | 23 | Drapeau des États-Unis | Wesley Matthews   | Marquette        |
| Ailier                                                         | 20 | Drapeau des États-Unis | Doug McDermott    | Creighton        |
| Ailier fort / Pivot                                            | 10 | Drapeau des États-Unis | Kyle O'Quinn      | Norfolk State    |
| Arrière / Meneur                                               | 4  | Drapeau des États-Unis | Victor Oladipo    | Indiana          |
| Arrière                                                        | 32 | Drapeau des États-Unis | Davon Reed (TW)   | Miami            |
| Ailier fort / Pivot                                            | 11 | Drapeau de la Lituanie | Domantas Sabonis  | Gonzaga          |
| Meneur / Arrière                                               | 5  | Drapeau des États-Unis | Edmond Sumner     | Xavier           |
| Pivot                                                          | 33 | Drapeau des États-Unis | Myles Turner      | Texas            |
| Ailier fort                                                    | 21 | Drapeau des États-Unis | Thaddeus Young    | Georgia Tech     |
| (C) - Capitaine, (R) - Rookie, (TW) - Two-way contract, Blessé |    |                        |                   |                  |

## Transactions

### Échanges
| 7 février 2019 | A Pacers de l'IndianaWade Baldwin IV Nik Stauskas Droits sur Maarty Leunen (2008 #54) Second tour de draft 2021 (de Milwaukee) | A Rockets de HoustonCompensation financière |

### Extension de contrat
| Date       | Joueur       | Contrat                            |
| ---------- | ------------ | ---------------------------------- |
| 15/10/2018 | Myles Turner | Contrat de 72 000 000 $ sur 4 ans. |

### Joueurs qui re-signent
| Date       | Joueur    | Contrat                                                |
| ---------- | --------- | ------------------------------------------------------ |
| 05/09/2018 | Ben Moore | Contrat partiellement garanti de 1 349 383 $ sur 1 an. |

### Options dans les contrats
| Date       | Joueur           | Option                                                                            |
| ---------- | ---------------- | --------------------------------------------------------------------------------- |
| 25/06/2018 | Lance Stephenson | Indiana décline son option d'équipe de 4 360 000 $ pour la saison 2018-2019.      |
| 28/06/2018 | Thaddeus Young   | Thaddeus Young exerce son option joueur de 13 764 045 $ pour la saison 2018-2019. |
| 29/06/2018 | Joseph Young     | Indiana décline son option d'équipe de 1 600 520 $ pour la saison 2018-2019.      |
| 29/09/2018 | T. J. Leaf       | Indiana exerce son option d'équipe de 2 813 280 $ pour la saison 2019-2020.       |
| 29/09/2018 | Domantas Sabonis | Indiana exerce son option d'équipe de 3 529 555 $ pour la saison 2019-2020.       |

### Arrivés

#### Draft
| Date       | Joueur        | Contrat                                                 | Provenance                     |
| ---------- | ------------- | ------------------------------------------------------- | ------------------------------ |
| 01/07/2018 | Aaron Holiday | Contrat rookie de 10 477 351 $ sur 4 ans.               | Bruins d'UCLA (NCAA)           |
| 16/07/2018 | Alize Johnson | Contrat partiellement garanti de 2 255 316 $ sur 2 ans. | Bears de Missouri State (NCAA) |

#### Agent libre
| Date       | Joueur         | Contrat                            | Provenance           |
| ---------- | -------------- | ---------------------------------- | -------------------- |
| 06/07/2018 | Tyreke Evans   | Contrat de 12 400 000 $ sur 1 an   | Grizzlies de Memphis |
| 06/07/2018 | Doug McDermott | Contrat de 22 000 000 $ sur 3 ans. | Mavericks de Dallas  |
| 08/07/2018 | Kyle O'Quinn   | Contrat de 4 449 000 $ sur 1 an    | Knicks de New York   |

#### Two-way contract
| Date       | Joueur       | Provenance                |
| ---------- | ------------ | ------------------------- |
| 03/08/2018 | C. J. Wilcox | Trail Blazers de Portland |
| 19/10/2018 | Davon Reed   | Suns de Phoenix           |

#### Camps d'entraînement
| Date       | Joueur                 | Contrat                                      | Provenance              |
| ---------- | ---------------------- | -------------------------------------------- | ----------------------- |
| 16/07/2018 | Elijah Stewart         | Contrat non garanti de 838 464 $ sur 1 an.   | Trojans d'USC (NCAA)    |
| 21/09/2018 | Omari Johnson          | Contrat non garanti de 1 349 383 $ sur 1 an. | Grizzlies de Memphis    |
| 13/10/2018 | Demetrius Denzel-Dyson | Contrat non garanti de 838 464 $ sur 1 an.   | Samford Bulldogs (NCAA) |

### Départs

#### Agents libres
| Date       | Joueur             | Nouvelle équipe ¹     |
| ---------- | ------------------ | --------------------- |
| 01/07/2018 | Trevor Booker      |                       |
| 07/07/2018 | Glenn Robinson III | Pistons de Détroit    |
| 10/07/2018 | Lance Stephenson   | Lakers de Los Angeles |
| 01/08/2018 | Joseph Young       | Nanjing Monkey Kings  |

¹ Il s'agit de l’équipe pour laquelle le joueur a signé après son départ, il a pu entre-temps changer d'équipe ou encore de pays.

#### Joueurs coupés
| Date       | Joueur         | Nouvelle équipe ¹      |
| ---------- | -------------- | ---------------------- |
| 02/07/2018 | Al Jefferson   | Xinjiang Flying Tigers |
| 06/07/2018 | Alex Poythress | Hawks d'Atlanta        |
| 19/10/2018 | C. J. Wilcox   |                        |
| 03/11/2018 | Ben Moore      |                        |

¹ Il s'agit de l’équipe pour laquelle le joueur a signé après son départ, il a pu entre-temps changer d'équipe ou encore de pays.

#### Non retenu après les camps d’entraînements
| Date       | Joueur                 |
| ---------- | ---------------------- |
| 11/10/2018 | Omari Johnson          |
| 11/10/2018 | Elijah Stewart         |
| 13/10/2018 | Demetrius Denzel-Dyson |

## Joueurs "agents libres" à la fin de la saison
| Joueur           | Fin de saison |
| ---------------- | ------------- |
| Bojan Bogdanović | Agent libre   |
| Darren Collison  | Agent libre   |
| Tyreke Evans     | Agent libre   |
| Cory Joseph      | Agent libre   |
| Kyle O'Quinn     | Agent libre   |
| Thaddeus Young   | Agent libre   |

## Récompenses
| Date                    | Joueur         | Récompense                                   |
| ----------------------- | -------------- | -------------------------------------------- |
| 29 octobre – 4 novembre | Victor Oladipo | Joueur de la semaine dans la conférence Est. |
| Décembre                | Nate McMillan  | Entraîneurs du mois dans la conférence Est.  |